# ラクトアルデヒドデヒドロゲナーゼ
ラクトアルデヒドデヒドロゲナーゼ（lactaldehyde dehydrogenase）は、ピルビン酸代謝酵素の一つで、次の化学反応を触媒する酸化還元酵素である。
(S)-ラクトアルデヒド + NAD+ + H2O {\displaystyle \rightleftharpoons } (S)-乳酸 + NADH + 2 H+
反応式の通り、この酵素の基質は(S)-ラクトアルデヒドとNAD+と水、生成物は(S)-乳酸とNADHとH+である。
組織名は(S)-lactaldehyde:NAD+ oxidoreductaseで、別名にL-lactaldehyde:NAD oxidoreductase, nicotinamide adenine dinucleotide (NAD)-linked dehydrogenaseがある。